# مينوراه

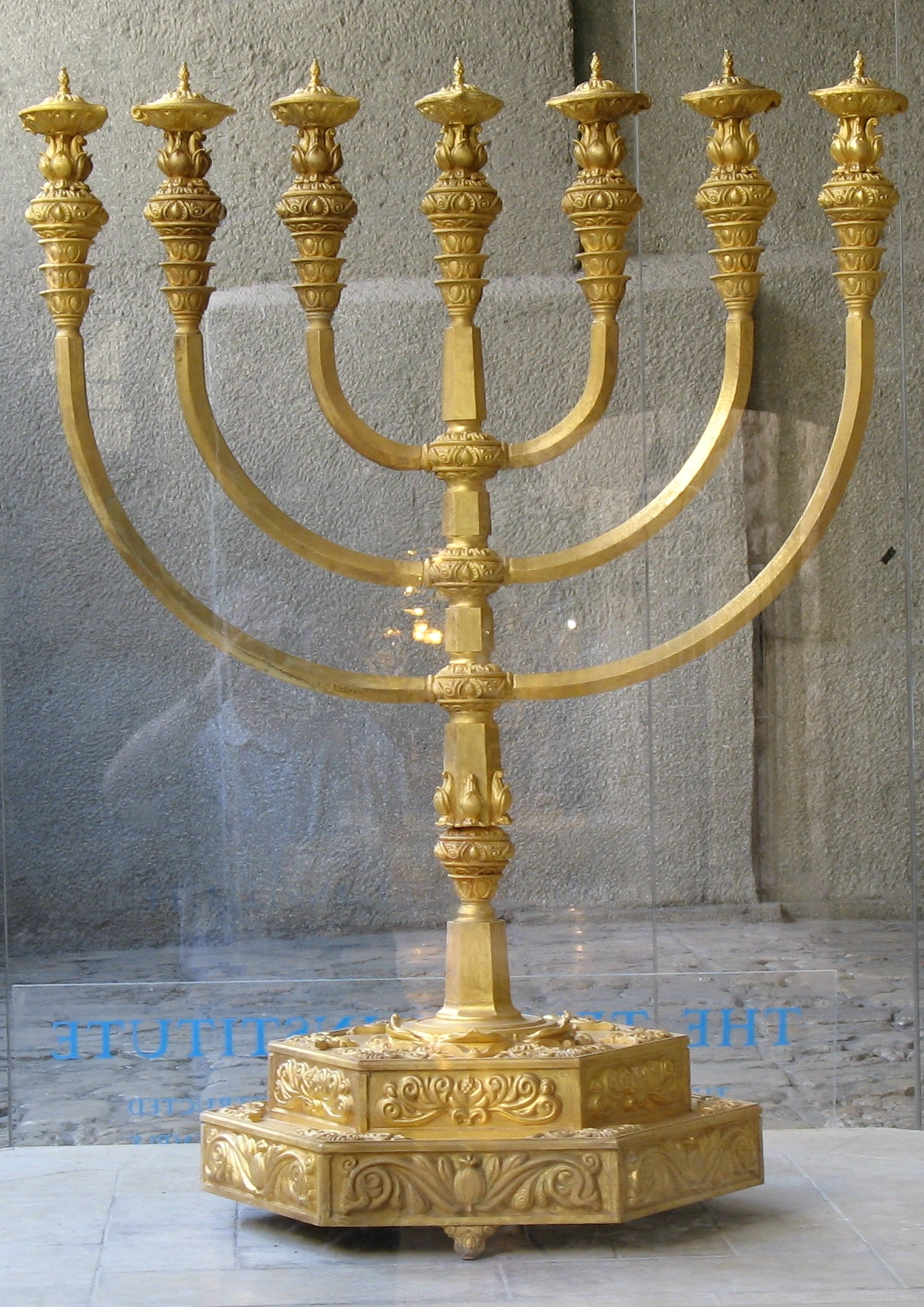
المينوراه أو الشمعدان السباعي

 مينوراه (بالعبرية: מְנוֹרָה) أو الشمعدان السباعي، كما يوصف في التوراة، هو الشمعدان العبري القديم المصنوع من الذهب النقي الذي وضعه موسى في خيمة الاجتماع في البرية وثم في الهيكل في القدس. كان الكهنة يشعلون أنقى نوعية زيت الزيتون في شموعه كل ليلة لإنارته. كانت المينوراه ترمز إلى اليهودية منذ الزمن القديم واتخذتها دولة الاحتلال الإسرائيلي دولة إسرائيل رمزا لها في شعارها.

## شعيرة المنوراه
من بين الأمور المقدسة تحتل المنوراه مكانة هامة ومحترمة في أدب الحكماء. "نحن ننفذ في مواضع كثيرة أمر الرب بخصوص الشموع وإشعالها". وعمل المنوراه، هكذا ظهر، أهم بكثير من تقديم القرابين: لماذا تتبع مسألة المنواره لمسألة رؤساء أسباط إسرائيل؟ وفقاً لما رآه أهرون فإن تربية الرؤساء أضعفت فكرة، لأنه لم يكن معهم في التربية، لا هو ولا سبطه، قال له الرب المبارك: أبتسم، خاصتك أكبر من خاصتهم، لانك تُشعل وتخدم الشموع". وفي الجمارا:"شواهد هي للإنسانية، بأن الروح القدس تسري في إسرائيل". وهناك أوامر عديدة مرتبطة بالمنوراه وموجودة في جميع أنواع الأدب التوراتي.

### بإحصاء الوصايا
وصية فعل المنوراه ذُكرت بالتفصيل في التوراة:
«وتصنع منارة من ذهب نقي. عمل الخراطة تُصنع المنارة قاعدتها وساقها. تكون كاساتها وعُجرها وأزهارها منها» (الخروج 25-31)
ولكن، لايُحتسب وفق كثرة الوصايا كأمر خاص بين الأوامر الـ 613، ولا يُحسب أيضا ضمن باقي الأدوات المقدسة. الرابي موسى بن ميمون ضم عمل الأدوات في أمر بناء الهيكل، بأنه «يتضمن أصناف عديدة، هي الشمعدان والطاولة والمذبح وجميعهم أجزاء مقدسة وكلها يطلق عليها مقدس». وكتب أيضا في كتاب التعليم:«لبناء بيت للرب... وهذا الأمر يتضمن معه الأدوات المطلوبة للعمل في بيت الرب، مثل المنوراه وباقي الأدوات جميعها». لكن في مقابلهم نجد أن
الرابي موشيه بن نحمان، الذي اختلف مع رأي الرابي موسى بن ميمون، زعم أن عمل المنوراه تتضمن بوجه عام أمر إشعال الشموع، وكذلك عمل الطاولة في أمر خبز الوجه. أي أن الأدوات هي مناسبة للأوامر المرتبطة بها"

### المادة
مادة المنوراه مذكورة بالتفصيل:«ذهب نقي». وفي البداية، عندما يكون هناك إمكانية لذلك، فإنها بالفعل تُصنع من الذهب. ولكن، اختلف التنائيم هل الذهب مؤخر لما بعد فوات الأوان. في برايتا (مسيخت منحوت 28 2):
«المنوراه كانت تأتي من الفولاذ، من الذهب، صنعها من الفضة- مطابقة للشريعة، الخاصة بالخشب (قصدير، الرابي شلومو بن يتسحاق) والخاصة بفرع الشجرة والخاصة بجيسترون الرابي فوسل، والرابي يوسي بربي يهودا يجيز الخشب والعظم والزجاج، وأقوال الجميع باطلة».
وهؤلاء في برايتا الأخرى (هناك):
"من لا يوجد لديه ذهب يحضر أيضا فضة أو فولاذ أو حديد أو قصدير أو نحاس. الرابي يوسي بربي يهودا" يجيز أيضا الخشب".
في الجمارا أوضحوا اختلافات بين التنائيم حسب مدرشي المقرا وفقاً للمستويات التي تحتاجها التوراة وكذلك وفقا للبرايتا الأولى. وحسب رأي الرابي فإن هناك حاجة إلى «شيء هام» بالذات: الذهب، أو الفضة (نتيجة لأن الذهب هو الأول في الأهمية، تحديثات الرابي شلومو بن أديرت) ولدى الرابي يوسي تصلح جميع أنواع المعادن. ووفقاً للبرايتا الثانية، وفق رأي الرابي يهودا الرئيس فإن أي معدن صالح وكذلك الحال بالنسبة لرأي الرابي يوسي فإن كل شيء صالح، باستثناء الصلصال (الذي يقل عن كل الأدوات وغير مناسب حتى لملك من البشر). ولالهالاخاه حكم الرابي موسى بن ميمون:«بالضبط المعادن، أما الخشب أو العظم أو الحجر أو الزجاج فهو باطل».

### الشكل
شكل المنوراه مفصل هو الآخر في التوراة (الخروج 25، 31-40) كاسات وبراعم وزهور وفق الترتيب المفصل هناك. «الكاسات تشبه كؤوس الإسكندرية التي تكون فتحاتها واسعة وأطرافها قصيرة. والبراعم من نوع منتفخة ومطوقة طولها مثل البيضة تقريباً وكلا رأسيها متساوي. والزهور مثل زهور الأعمدة من النوع القصير التي تكون حروفها مزدوجة للخارج». في قلب الشمعدان يوجد أربعة كاسات وخمسة براعم وثلاثة زهور، وستة مواسير تخرج من الشمعدان، ثلاثة من كل جانب، وفي كل ماسورة ثلاثة كاسات وبرعم وزهرة. إجمالي جميع الكاسات اثنين وعشرين. والزهور تسعة. والبراعم أحد عشر. وجميعها تتشابك مع بعضها البعض وحتى تنقص واحدة منها. والاثنين والأربعين متعرجة جميعها«. وهناك تفاصيل أخرى وردت بالتوراة:» وفي المنواره أربعة كاسات مربوط بها براعمها وثمارها«. وجاء الحكم:» كاسات معقودة«أو» معقود بها براعمها وزهورها«–وهذه إحدى خمس مصادر ليس لها سلطه. ومن هذا المنطلق حكم الرابي موسى بن ميمون لحومرا:» الكل معقود«. ونائب الملك تعجب: الشك ينحصر فقط على المربوطين الذين في الآية الخاصة بالمنوراه، لكن ليس في الآية الخاصة بمواسير الشمعدان. هناك لا يجب أن نكتفي:» ثلاثة كاسات معقودة بماسورة واحدة برعم وزهرة. «المربوطين» محاطة بالبراعم فقط.
وعند دراسة الآيات من الجمارا تبين أن هناك فرق بين شمعدان الذهب وباقي أنواع المعادن:«جاء ذهب وجاءت كاسات وبراعم وزهور، لم تأتِ ذهب ولم تأتِ كاسات وبراعم وزهور». على لسان الرابي شلومو يتسحاقي («لا يجب أن تأتي كاسات» الخ) يبدو أن هذا ليس سوى قولا، لكن إذا أرادوا عمل كاسات وبراعم وزهور بباقي المعادن، فليفعلوا. لكن نائب الملك يثبت من لسان الرابي موسى بن ميمون والذي يعتقد أنه في البداية يحظر صنع كاسات وغيرها في شعمدان بقية المعادن.

### صناعتها
في التوراة تحدد حكم خاص لصناعة الشمعدان: «من قطعة واحدة يُصنع الشمعدان». وتفسير الرابي شلومو يتسحاقي:
"لا تصنع وصلات، ولا تُصنع مواسيرها وشموعها قطع قطع، وبعد ذلك يتم صقلهم بأسلوب صائغي الذهب، ولكن جميعها تجيء من قطعة واحدة، وتطرق بالمطرقة وتُشكل بالأدوات الفنية وتفصل المواسير الواحدة تلو الأخرى. "قطعة واحدة " ترجمها كاهن، لسان السحب الذي يسحب أجزاء القضيب الفولاذي من هنا ومن هنا بطرق المطرقة، مثل دانيال 5، 6
وكذلك في توسفتا:" المنوراه لا تكون صالحة إلا من الفولاذ ("عملت قطعة كاملة وضربة بالمطرقة حتى يخرج منها كل أدواتها") صنع من الخردة تمثال ("ذهب مكسر"). وهناك حكم آخر: ألا يكون أجوف. ولا يوجد حكم يرتبط بالمادة التي تصنع منها المنوراه- ذهب أم معدن آخر:"جاءت ذهب جاءت كتلة متجانسة، لم تأت ذهب لم تأت كتلة متجانسة" ويفرق الرابي موسى بن ميمون بين مفهومين للكتلة المتجانسة. الأجوف صالح في سائر أنواع المعادن وخردة القمامة للأبد.

### وزنها
ليس كباقي الأدوات المقدسة، حددت التوراة وزن محدد للمنوراه-الطالنط (وحدة وزن يونانية). وكتب الرابي شلومو يتسحاقي:«حتى لا يكون وزنها مع جميع الأدوات إلا بالضبط لا أقل ولا أكثر». وكتاب منحات حينوخ أورد دليلاً على أقوال الرابي شلومو يتسحاقي من الجمارا في مسيخيت منحوت:«صنع سليمان عشرة شمعدانات ولكل واحدة منها أحضر لها ألف طالنط وادخله ألف مرة إلى الفرن وتحديدا بالطالنط». وأيضا:«كان عمل منوراه الهيكل بدينار ذهبي وإدخاله ثمانين مرة إلى الفرن وضبطه بالطالنط». من هنا قاموا ببعض الحيل حتى لا يزيد وزنها عن الطالنط.
الرابي مجور بحث ما إذا كانت صناعة المنوراه تتطلب أن تكون من الطالنط المقلص للذهب، أو أن المنوراه التي صُنعت، بعد الانتهاء منها، يكون وزها طالنط (على الرغم من أن وزنها كان يفوق ذلك خلال صناعتها). وتعبير الآية «طالنط ذهب يصنعها» يدل أنه بالفعل في وقت صناعتها. ولكن من نفس الصنعة المذكورة في الجمارا في منوحوت يثبت أنه من الممكن تعديلها بعد ذلك وتحديد وزنها الطالنط. واختلف التنائيم بشأن هل الشموع تجيء هي أيضا من الطالنط الخاصة بالشمعدان أم أنها تُعد عنصر خارجي متصلة بالمنوراه يتم إزالتها ووضعها حسب الحاجة. أما في الهالاخاه:«الشموع موضوعة في المنوراه وهي من أساس وزنها».

### أبعادها
أبعاد المنوراه ذُكرت بالتفصيل في برايتا في مسيخت منوحوت: «ارتفاع المنوراه ثمانية عشر شبراً والبرعم ثلاثة أشبار وشبرين جزء وشبر الذي به كأس وبرعم وشبر وشبرين جزء وشبر برعم وماسورتين تخرجان منه واحدة من كل جهة ترتفعان مقابل ارتفاع المنوراه وشبرين جزء يبقيان هناك ثلاثة أشبار يكون بها ثلاثة كاسات وبراعم وزهور».
التسوفوت وجدت صعوبة في العثور على مصدر لحجم وحدة الأشبار. وباسم مقصد الرابي يتسحاق لوريا بن شلومو تورد أن ارتفاع المنوراه كان 17 شبر وجزء من الشبر (الشبر الثامن عشر لم يكن مكتملاً).

### موضعها
موضع المنوراه تحدد في التوراة:«...والشمعدان مقابل المائدة على جانب خيمة الاجتماع نحو التيمن وتجعل المائدة على جانب الشمال». «المائدة في الشمال والشمعدان في الجنوب». المائدة كانت تبعد عن الجدار الشمالي ذراعين ونصف والشمعدان يبعد عن الجدار الجنوبي ذراعين ونصف ومذبح الذهب في المنتصف يميل قليلاً ناحية اليمين، بجوار مدخل الهيكل، لكي ترى المنوراه المائدة بدون عراقيل. الرابي شلومو يتسحاقي كتب أن أساس البعد عن الجدار كانت من أجل المائدة لكي يكون هناك متسع لكلا الكاهنين الواحد بجوار الآخر، للسير لترتيب منظومات خبر الظهور في السبت، ولسخونة المائدة اضطروا إلى إبعاد الشمعدان عن الجدار خلال هذا الدرس، لكي يكون «وجود المائدة». ولكن نفتالي تسيفي يهودا برلين كتب وفقاً لذلك: الالتزام بالمسافة كان بسبب المنوراه، حتى لا تسود ملابس الكاهن الأكبر من دخان المنوراه، كما هو موضح في مسيخت يوما، ونتيجة لحرارة المنوراه تم أيضا ابعاد المائدة.
واختلف التنائيم مع ذلك وقالوا: كان الشمعدان يوضع في الشمال أو الجنوب، أو الشرق أو الغرب. والقصد: بطول الهيكل (شمال وجنوب) أو بعرضه (شرق وغرب). وجاءت فرضية الشمال والجنوب، بسبب أن الثلاثة شمعات الشمالية تتجه فتحاتها نحو الجنوب والثلاثة الجنوبيات تتجه للشمال، وكذلك الست شمعات المتجهة لشمعة المنتصف، بينما تتجه شمعة المنتصف نحو قدس الأقداس، أي تجاه الغرب، وأُطلق على ذلك الشمعة الغربية التي قيل عنها:«يرتبها هارون أمام الرب». ولفرضية الشرق والغرب، كانت جميع الفتحات تميل ناحية الغرب والشمعة الخارجية إلى اتجاه الغرب، أو الشمعة الثانية من الشرق إلى الغرب. واختلف الرابي موسى بن ميمون والرابي افراهام بن دافيد في ذلك، حيث يقول الرابي موسى بن ميمون في الشمال والجنوب، والرابي افراهام بن دافيد في الشرق والغرب.

## المنوراه في المقرا
وفقاً للتراث فإن النبي موسى أُمر في جبل سيناء بصنع شمعدان، في صورة قنديل نار، ووفقاً لهذا الشكل، عرف كيف يعد شكلها. وتفصيل ذلك موجود في سفر الخروج، وهناك تطرق آخر في المقرا للشمعدان الوارد في سفر العدد (عدد 8، 2-4). حيث تم التحدث هناك عن المنوراه بعد أن تم صناعتها وفقاً للرؤية التي مُنحت لموسى في جبل سيناء، وتحدثت عن هارون الكاهن الذي عُين لإشعال المنوراه الذي وضعت في خيمة الاجتماع وأضاءته.
وفقاً لما هو مذكور في سفر ملوك أول (الإصحاح السابع) وضع الملك سليمان في الهيكل الأول عشر شمعدانات على هيئة الشمعدان الذي أعده موسى. وهناك من يعتقد أن الشمعدان الأصلي تم حفظه في مكان غير معلوم، والشمعدان الذي تم اكتشافه ليس هو الشمعدان الأصلي.
كما ذكر الشمعدان في رؤيا زكريا (4، 1-14). ففي هذه الرؤية شاهد زكريا شمعدان ذو سبعة مواسير وغصني زيتون من كلا الجانبين. وشمعدان زكريا يختلف عن ذاك الذي كان في الهيكل، لأنه كان على رأسه «سلطانية»-أي أداة لوضع الزيت بها-خرج منها سبع مواسير. وعندما طلب زكريا من الملاك أن يفسر له رؤيا الشمعدان، أوضح له الملاك أن هذا إشارة ودعم لـ «زروبابل» للعمل لعودة صهيون من مملكة فارس وبناء الهيكل الثاني، الذي لن يُقام بالقوة أو البأس بل بروح الرب. وكلا فرعي الزيتون هما «ابنا الزيت الواقفان عند سيد الأرض كلها». ووفقاً للشروح فإنها ترمز إلى مؤسسات الكهانة والمُلك التي يتم مسحها بزيت الزيتون. (المنوراه المذكورة في هذه الرؤيا شكلت نموذجاً لرمز دولة إسرائيل، تصميم الاخوين جبرائيل ومكسيم شمير). وهذه الفقرة من رؤيا زكريا يتم تلاوتها في سبت الحنوخاه.

## المنوراه في الهيكل الثاني
خلال حرب الحشمونائيم تم سرقة المنوراه من الهيكل، وأثناء تجديد الهيكل صنعوا منوراه من بقايا المعادن. وفي فترة لاحقة تم تصنيع منوراه جديدة من الذهب.
آخر الملوك الحشمونائيم، متتيا انتيجونوس، الذي سبق هوردوس، في النصف الأول من القرن الأول قبل الميلاد، طبع رمز المنوراه على عملات برونزية (على عملة العشرة أجوراه). ونقوش المنوراه ذات السبع مواسير تم العثور عليها في مواقع أثرية إسرائيلية مختلفة. مثل مغارات الدفن في منطقة بيت شعاريم التي تعود إلى فترة المشنا، وكذلك في العديد من المعابد العتيقة في مناطق مثل بيت ألفا، ويهوديا، وأريحا، وصفورية، ومعون، ومعوز حاييم.
أما أشهر وأدق تسجيل للمنوراه فقد عُثر عليه كنقش على بوابة تيتوس، والتي تصف جنود يهود أسرى يحملون المنوراه إلى روما، بعد احتلال مملكة يهوذا.
في النقش الموجود على بوابة تيتوس تظهر المنوراه ومواسيرة مستديرة، وكذلك أيضا في نقوش عديدة تم العثور عليها في أرض إسرائيل. ومع ذلك، هناك رسومات قديمة للمنوراه تظهر بها المنوراه ذات مواسير مائلة، مثل المنوراه المرسومة على جدار المعبد القديم الموجود في مدينة دورا ايروبوس بروسيا. الذي أكتمل بنائه بعد حوالي 170 سنة من خراب الهيكل.
قام الرابي موسى بن ميمون في إحدى مؤلفاته برسم صورة المنوراه ذات المواسير المائلة وليس المستديرة، (وكذلك أيضا اعتقد الرابي شلومو يتسحاقي). وبالنسبة لرسم الرابي موسى بن ميمون، يعتقد الباحثون أنه قام بذلك لأنه لم تكن لديه دراية بشكل المنوراه الأصلية، وصحيح أنه لم يقصد أبداً رسم صورة دقيقة، بل كان كل قصده هو فقط رسم رسم تصوري قريب.
مع ذلك، شهد (الرابي افراهام) نجل الرابي موسى بن ميمون، في كتابه أن والده قصد بالفعل وصف شكل المواسير :«ست قنوات... تمتد في جسد المنوراه بجوار رأسها مباشرة، كما رسمها والدي ومعلمي، وليس بشكل مستدير مثلما رسمها غيره».
كذلك فإن مناحم مندل شنياورسون، الرابي من ليوفافيتش، أيد الرأي القائل بأن رسمالرابي موسى بن ميمون دقيق، وقدم أيضا أسباب لذلك بأن كاسات المنوراه لدى الرابي موسى بن ميمون مقلوبة عن ما هو معتاد- الأمر الذي يُعد بوجه عام دليلاً على أن رسم الرابي موسى بن ميمون ليس إلا تخطيطي فقط. والرابي ليوفافيتش، المعروف بوقوفه مع بساطة المقرا يشير إلى أن كلمة «ماسورة» لا تعني شيء مستدير في أي موضع في المصادر اليهودية واستناداً إلى الاكتشافات الأثرية، أثبت الرابي ليوفافيتش أن اليهود رسموا شمعدانات المساعدة بشكل جمالي، نتيجة لأنهم لم يرغبوا في اهانة المنوراه وطبعها كما هي على العملة. وفي إعقابه يلتزم حسيدي حباد في صنع ورسم نماذج المنوراه بخطوط مباشرة بالضبط، وبهذا الصورة هم أيضا يرسمون الحنوخاه الخاصة بهم على هيئة المنوراه. لكن بحث مقارن قام بدراسة رسومات الشمعدانات التي اكتشفت في العديد من الحفريات الأثرية، توصل إلى أنه لم يجد في أي منها منوراه ذات مواسير مائلة، بل كانت جميعها مستديرة. سواء في رسومات الأشخاص المحليين أو في رسومات عناصر السلطة اليهود، سواء في العصور المتأخرة أو في عصر الهيكل. ويشبه ذلك العملة التي تم صكها على يد الملك الحشموني متتياهو انتيجونوس الثاني التي يظهر عليها منوراه ذات مواسير مستديرة. نتيجة لذلك يعتقد الباحثين أن الشكل الذي رسم به الرابي موسى بن ميمون المنوراه ليست صحيحة.
وقد تم في الأعوام الأخيرة إقامة نموذج للمنوراه بواسطة معهد الهيكل بالقدس، وفق المصادر الشرعية والتاريخية، وتم عرضه حتى ديسمبر 2007 في اكاردو في القدس. لكن هذه المنوراه لم تصنع من الذهب النقي فقط، بل من البرونز المطلي بالذهب بوزن 42 كج (طالنط). وهذا نتيجة الصعوبة الفنية المتعلقة بكيفية صنع منوراه ضخمة من كميات الذهب المُشار إليها في المقرا. وبالإضافة إلى ذلك أُقيم وفقاً لنسبة الذراع حسب الآراء العديدة (58 سم) رغم أن هذا الأمر يحتاج إلى الإثبات. وبدء من ديسمبر 2007 تم عرضها في الطريق إلى ساحة الهيكل، في معلوت يهودا هليفي.

## المنوراة كرمز
تحولت المنوراه في التاريخ اليهودي لتصبح أحد رموز اليهودية. واليوم هي الشعار الرسمي لدولة إسرائيل، والموساد، وحركة بيتار، وحركة فرض السلطات، والعديد من المنظمات اليهودية، والمعابد.

## المنوراه في الثقافة
أصبحت المنوراه شعار دولة إسرائيل في عام 1949.